# Жигаевский сельсовет
Жига́евский сельсове́т — упразднённая административно-территориальная единица, существовавшая до 2010 года в составе Конышёвского района Курской области.
Административным центром было село Жигаево.

## География
Располагался на северо-востоке района. Граничил с Железногорским и Фатежским районами.

## История
Образован в первые годы советской власти в составе Ваблинской волости Дмитриевского уезда. В 1923—1928 годах в составе Жигаевской волости укрупнённого Льговского уезда. С 1928 года в составе Конышёвского района. Упразднён в 2010 году путём присоединения к Ваблинскому сельсовету.

## Населённые пункты
На момент упразднения в состав сельсовета входил 1 населённый пункт:
| № | Населённый пункт | Тип населённого пункта       |
| - | ---------------- | ---------------------------- |
| 1 | Жигаево          | село, административный центр |

## Председатели сельсовета
Список неполный:
- Кошелев Емельян Петрович (до 1941 года);
- Теплов Александр Владимирович (после 1946 года);
- Маковнев Виктор Иванович (середина 1950-х годов);
- Лазарев Иван Павлович (2-я половина 1950-х годов);
- Шуклин Кузьма Фёдорович (1-я половина 1960-х годов);
- Власов Александр Фёдорович (середина 1960-х — начало 1990-х годов);
- Пахомов Сергей Петрович (начало 1990-х годов);
- Приходько Владимир Николаевич (1993—1996);
- Лукьянчиков Иван Никитич (1996—2008);
- Пахомов Николай Михайлович (2008—2010).